# Ditammari

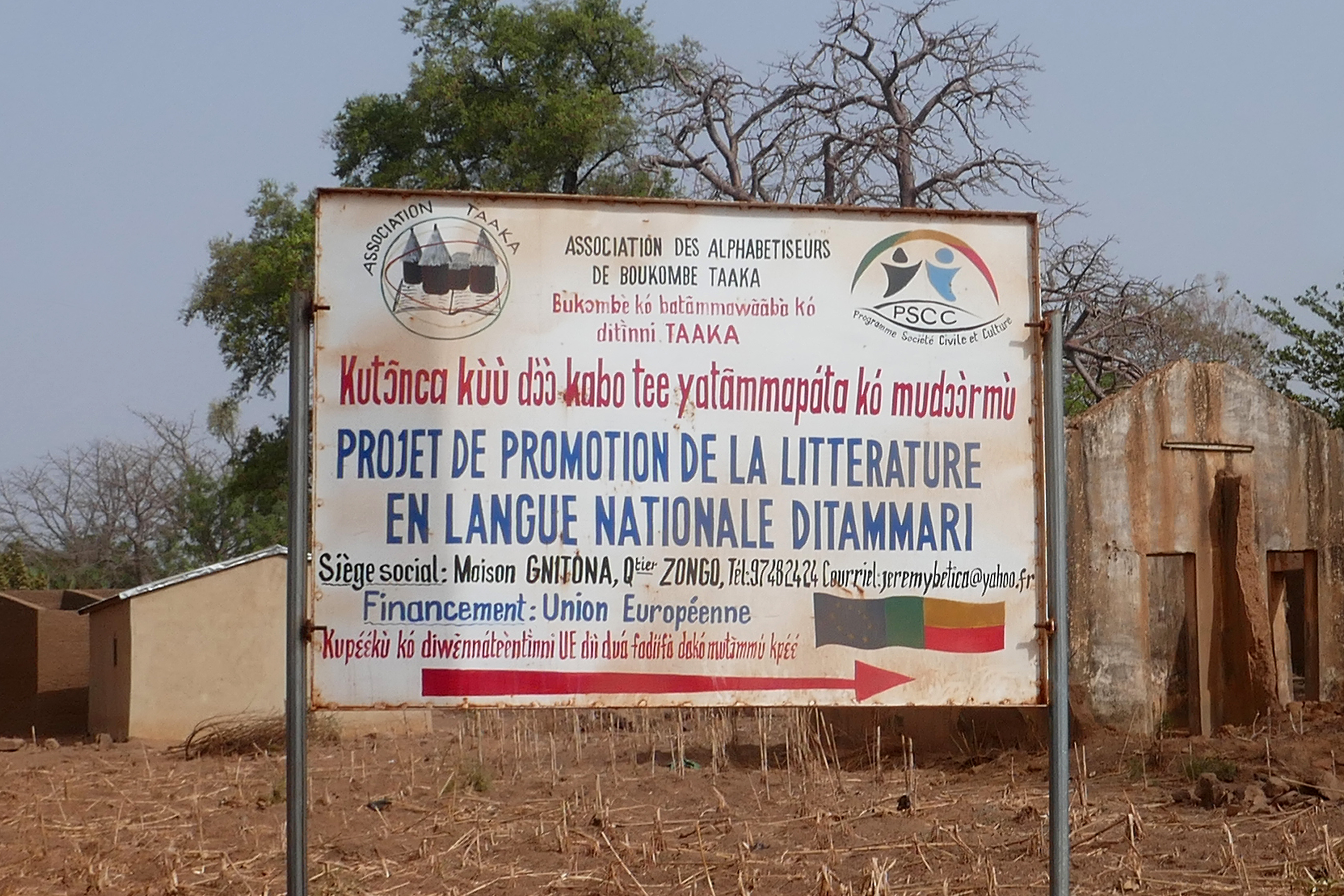
Promotion de la littérature en ditammari (Bénin)

Le ditammari est une langue gur parlée au Bénin et au Togo par les Batammariba.

## Écriture
L’orthographe ditammari est défini dans l'Alphabet des langues nationales du Bénin. 
Un alphabet sans les lettres ‹ Ŋ ŋ Ɖ ɖ › est aussi utilisé, notamment par l'Alliance biblique du Bénin.
| majuscules | A | B | C | D | E | Ɛ | F | H | I | K | Kp |
| minuscules | a | b | c | d | e | ɛ | f | h | i | k | kp |
|            |   |   |   |   |   |   |   |   |   |   |    |
| majuscules | M | N | O | Ɔ | P | R | S | T | U | W | Y  |
| minuscules | m | n | o | ɔ | p | r | s | t | u | w | y  |

Les tons sont indiqués à l’aide de l’accent aigu (ton haut) et l’accent grave (ton bas) sur la voyelle ‹ á é ɛ́ í ó ɔ́ ú à è ɛ̀ ì ò ɔ̀ ù › ou la consonne nasale ‹ ḿ ń m̀ ǹ ›.
La nasalisation est indiquée avec le tilde sur la voyelles ‹ ã ɛ̃ ĩ ɔ̃ ũ ›. L’accent indiquant le ton peut être combiné au-dessus de ces voyelles.